# BFV Hassia Bingen
BFV Hassia Bingen is een Duitse voetbalclub uit Bingen am Rhein, Rijnland-Palts.

## Geschiedenis
De club werd in 1925 opgericht door een fusie tussen Binger FV 1910 en Hassia Kempten. Een jaar later promoveerde de club naar de hoogste klasse van de Rijnhessen-Saarcompetitie en werd vijfde op tien clubs. Na dit seizoen werd de competitie ontbonden en ging Hassia in de Hessense competitie spelen. Na twee plaatsen in de middenmoot volgde een degradatie in 1929/30.
In 1940 nam de club deel aan de promotie-eindronde naar de Gauliga Südwest, maar kon niet promoveren. Na de oorlog speelde de club één seizoen in de Oberliga Südwest, maar degradeerde meteen. In 1952 mocht de club aan de start van het seizoen nog promoveren naar de Oberliga ten nadele van VfR Frankenthal. De club was echter niet voorbereid op deze plotse promotie en werd afgetekend laatste. Van 1956 tot 1959 speelde Hassia in de derde klasse en na de invoering van de Bundesliga van 1968 tot 1974 in de vierde klasse. In 1977 stond de club dicht bij promotie naar de 2. Bundesliga. Na de oprichting van de Oberliga Südwest als nieuwe derde klasse, speelde Hassia hier tot 1991, beste notering was een vierde plaats in 1984. 
Na drie jaar afwezig promoveerde de club in 1994 terug naar de Oberliga, die nu nog maar de vierde klasse was. In 2001 degradeerde de club naar de Verbandsliga en keerde weer terug na twee seizoenen. Van 2006 tot 2009 speelde Hassia weer in de Verbandsliga en promoveerde dan weer, maar kon het behoud niet verzekeren. In 2015 promoveerde de club terug naar de Verbandsliga en werd in het eerste seizoen derde. In 2018 promoveerde de club naar de Oberliga. 